# Iwan Biełocerkowski
Iwan Mitrofanowicz Biełocerkowski (ros. Иван Митрофанович Белоцерковский, ur. 1907 w Wołodarce, zm. w październiku 1941) – funkcjonariusz radzieckich organów bezpieczeństwa, major NKWD, szef Zarządu NKWD/NKGB w obwodzie wołyńskim (1939-1941).

## Życiorys
Od stycznia 1928 do marca 1930 służył w Armii Czerwonej, zaocznie ukończył Uniwersytet Komunistyczny, od 1931 w WKP(b). Od 1930 kolejno dowódca oddziału specjalnego przeznaczenia, pracownik operacyjny w donieckim sektorze operacyjnym GPU, funkcjonariusz rówieńskiego i postyszewskiego rejonowego oddziału Głównego Zarządu Bezpieczeństwa Państwowego, Miejskiego Oddziału NKWD w Krasnym Łuczu, Zarządu NKWD obwodu stalińskiego (obecnie obwód doniecki), 22 marca 1936 mianowany młodszym porucznikiem, a 17 listopada 1937 porucznikiem bezpieczeństwa państwowego. W 1938 pomocnik szefa Oddziału III Wydziału Głównego Zarządu Bezpieczeństwa Państwowego Ukraińskiej SRR, od sierpnia 1938 do września 1939 szef Miejskiego Oddziału NKWD w Berdyczowie, od 22 czerwca 1939 starszy porucznik bezpieczeństwa państwowego, od 16 września do 4 grudnia 1939 zastępca szefa Zarządu NKWD obwodu winnickiego. Od 4 grudnia 1939 do 28 marca 1941 szef Zarządu NKWD obwodu wołyńskiego, od 11 stycznia 1940 kapitan bezpieczeństwa państwowego, od 15 kwietnia do 28 lipca 1941 szef Zarządu NKGB obwodu wołyńskiego. 
Odpowiedzialny za masowe represje stalinowskie wobec ludności polskiej i ukraińskiej, m.in. deportacje na Syberię. 
28 lipca 1941 mianowany majorem i szefem Wydziału Specjalnego NKWD 5 Armii Frontu Południowo-Zachodniego. Odznaczony Orderem Czerwonej Gwiazdy (26 kwietnia 1940) i Odznaką "Zasłużony Funkcjonariusz NKWD" (28 maja 1941). Zginął w walkach na froncie.